# Kamienica przy pl. Solnym 5 we Wrocławiu
Kamienica przy pl. Solnym 5 – narożna zabytkowa kamienica przy Placu Solnym we Wrocławiu.

## Historia i architektura kamienicy

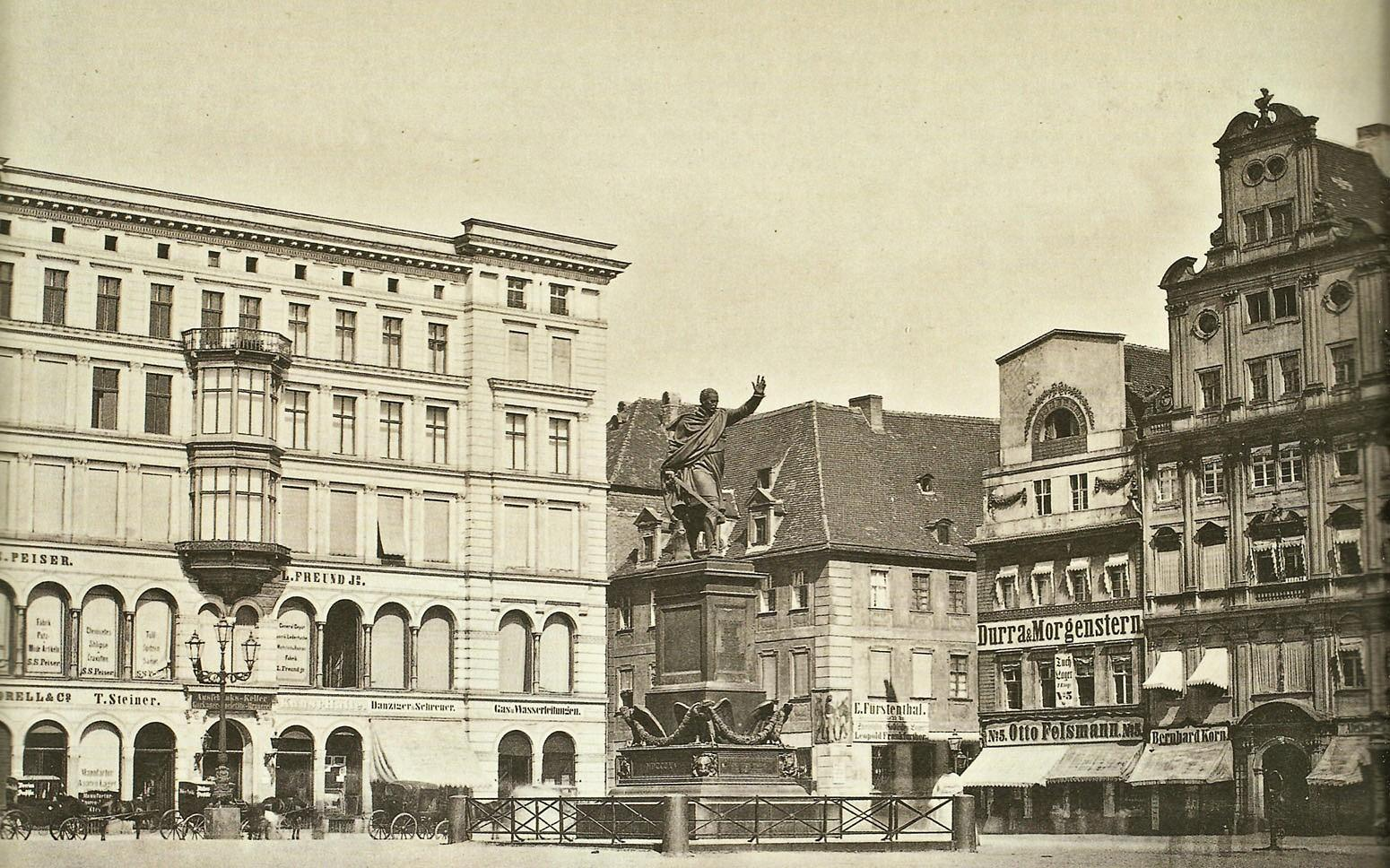
Wygląd kamienicy przed 1900 rokiem (druga od prawej strony)

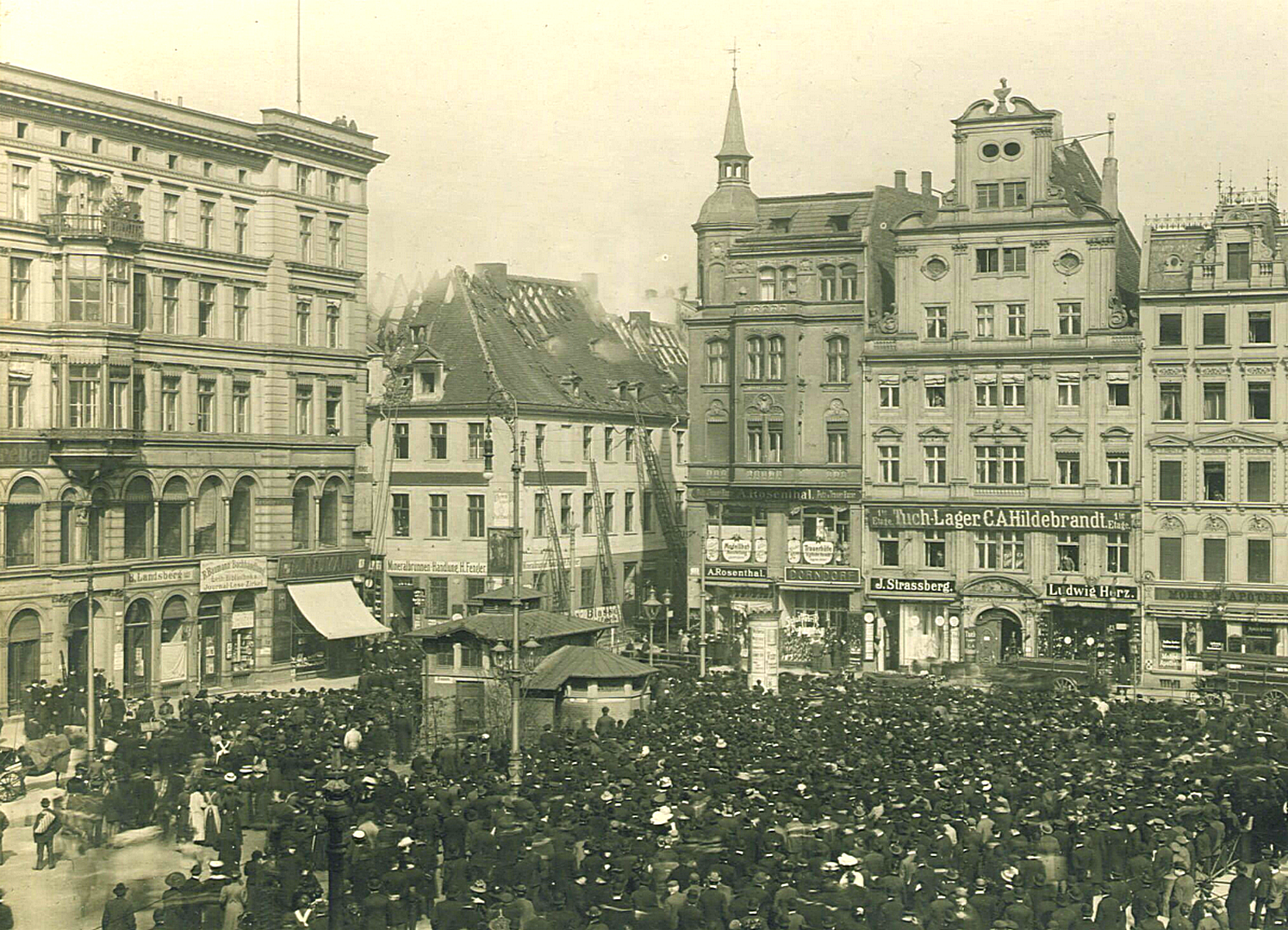
Wygląd kamienicy po przebudowie w 1904 roku (druga od prawej strony)

Około 1800 roku kamienicy nadano charakter empire, a w 1815 roku klasycystyczny. Była to wówczas czterokondygnacyjna kamienica o czteroosiowej elewacji od strony pl. Solnego i siedmioosiowa od strony ulicy Kiełbaśniczej. Fasada trzykondygnacyjnej kamienicy zamknięta była ściętym szczytem, z półkolistym oknem.
W 1900 roku budynek został przebudowany według projektu C. Gühla. Kamienicy nadano wówczas eklektyczny kształt. Budynek został podniesiony do pięciu kondygnacji. Duże okna na parterze i drugiej kondygnacji spięte były dwukondygnacyjnymi arkadami o boniowanych filarach. Wygląd fasady w wyższych kondygnacjach mieszkalnych nawiązywał do wyglądu historycznych kamienic mieszczańskich. Budynek pokrywał dach pulpitowy o spadku od strony ulicy i placu. Narożnik czwartej kondygnacji zdobiła wieżyczka nakryta hełmem iglicowym. Na trzeciej i czwartej kondygnacji od frontu umieszczono dwukondygnacyjny wykusz.